# Station Dragacz
Station Dragacz is een spoorwegstation in de Poolse plaats Dragacz.